# Jardins du Partal

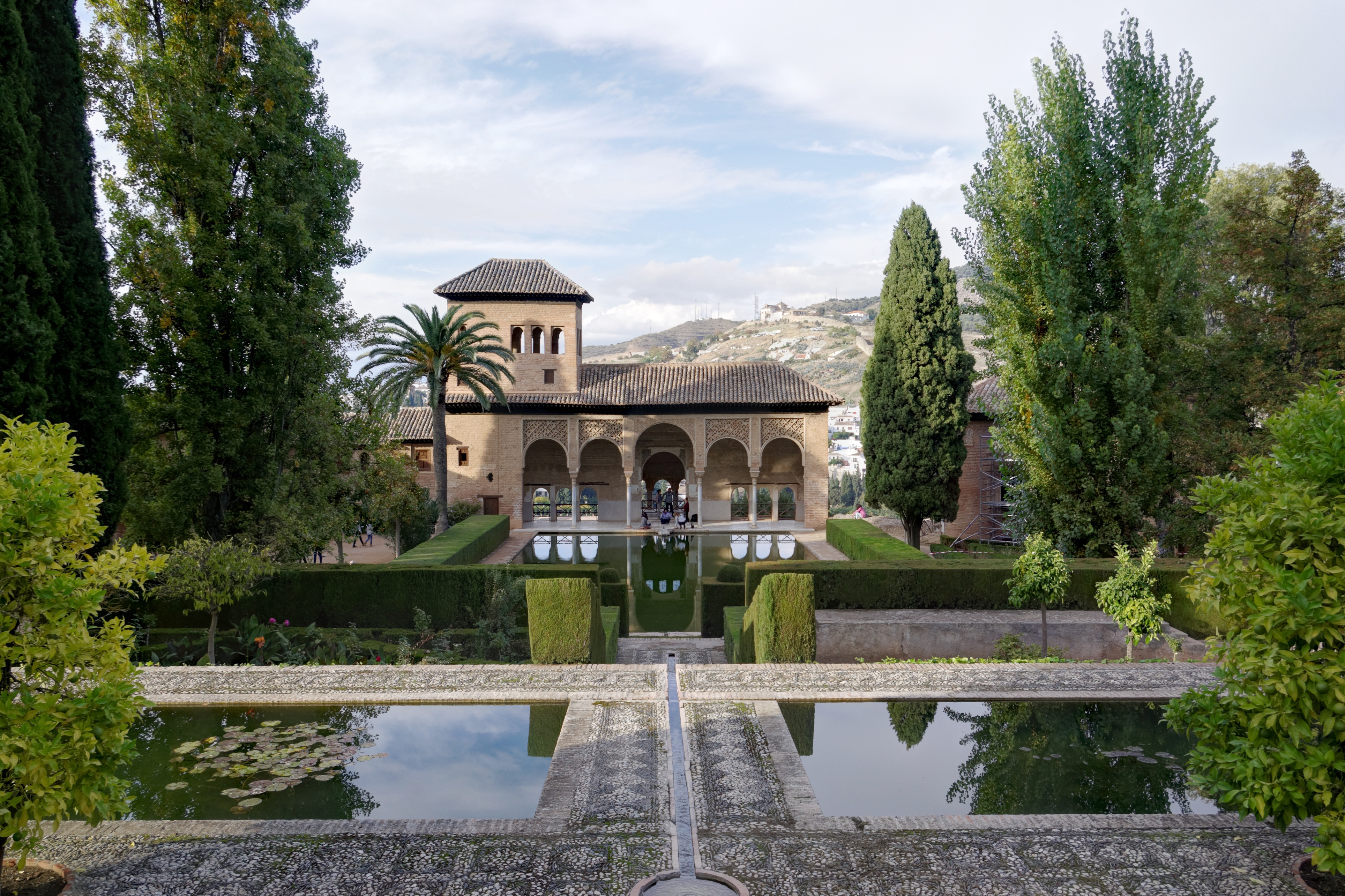
Le portique de la Tour des Dames dans le jardin du Partal, avec l'Albaicín en arrière-plan

Les jardins du Partal s'étendent dans l'Alhambra, à l'est des palais nasrides et du palais de Charles Quint.

## Histoire
À l'époque nasride, cet espace était occupé par de somptueuses résidences appartenant aux familles illustres de l'Alhambra. Au début du XVe siècle, Yusuf III y fait construire son palais. Après la Reconquista, celui-ci est cédé par les Rois catholiques à Iñigo de Mendoza (es), comte de Tendilla, premier gouverneur de l'Alhambra. Le palais est détruit après la guerre de succession d'Espagne. Au début du XXe siècle, on aménage des jardins sur le site du Partal.

## Sites et monuments

### Les jardins
Les jardins se présentent sous la forme de plusieurs espaces étagés, communiquant par des escaliers et agrémentés de pergolas et de bassins d'eau.

### La tour des Dames
La tour des Dames ou « palais du Partal » s'élève au nord-ouest des jardins en s'appuyant sur la muraille de l'Alhambra.

### La terrasse du Partal
Le roi Yusuf Ier venait y prendre ombrage alors que le Généralife était en construction sur l'autre versant de la colline de la Sabika.